# HMS Polyphemus (1881)
HMS Polyphemus – okręt Royal Navy zaliczany do klasy torpedo ram (tłumaczonej na język polski jako torpedowiec taranowy), jedyna brytyjska jednostka tego typu i jedna z niewielu na świecie. Wodowany w 1881 i nazwany imieniem jednookiego potwora Polifema z Odysei, był jednym z najbardziej znanych brytyjskich okrętów epoki wiktoriańskiej.

## Tło historyczne

### Torpedy
Zaprojektowana pod koniec XIX wieku przez Roberta Whiteheada nowa broń, jaką była samobieżna torpeda, rozpoczęła rewolucję w konstrukcji okrętów i taktyce stosowanej w bitwach morskich. Admiralicja brytyjska ustanowiła Torpedo Committee, który rekomendował między innymi, aby w torpedy zostały uzbrojone wszystkie okręty wystarczająco duże, by mogły zostać wyposażone w torpedy, ale także aby rozpoczęto prace nad projektowaniem nowych typów okrętów, dla których torpedy miały być głównym uzbrojeniem.
Jednym z pierwszych nowych okrętów był brytyjski HMS „Vesuvius” z 1874. „Vesuvius” został zaprojektowany jako mały okręt, którego głównym atutem miał być niepostrzeżony atak w ciemnościach. Przy jego budowie użyto wszystkich znanych wówczas technologii, aby maksymalnie wyciszyć pracę jego silników. Pomimo że świetnie spełniał jego teoretyczne założenia, już po jego wodowaniu zdecydowano, że głównym atutem torpedowców powinna być szybkość, a nie technologia stealth, i został on wycofany ze służby, a na jego miejsce wprowadzono pierwszy okręt uważany za prawdziwy torpedowiec HMS „Lightning” (1877).

### Taran
Taranowanie było ówcześnie postrzegane jako bardzo skuteczny sposób na zatapianie okrętów przeciwnika. Współczesna artyleria morska dużego kalibru miała niską szybkostrzelność i celność, walki odbywały się na minimalnych odległościach, a w wyścigu pomiędzy pancerzem a działem wyraźnie wówczas wygrywał pancerz. W oczach wielu teoretyków wojskowości bitwa pod Lissą (1866) utwierdziła pogląd uznający taranowanie za ważny sposób walki. Na skutek wyciągnięcia błędnych wniosków z tej bitwy przez teoretyków wojen morskich, przez następne 50 lat wzmocniony dziób z taranem stał się stałym elementem architektury nowo budowanych okrętów, mimo jego nieprzydatności wraz z ulepszeniem artylerii okrętowej.
Innym dowodem na rzekomą dużą przydatność taranów była analiza kolizji okrętów w latach 1869-1878, kiedy to miało miejsce przynajmniej siedem kolizji, w których brały udział okręty wyposażone w tarany, i we wszystkich przypadkach zatapiały one bądź bardzo ciężko uszkadzały okręty, z którymi się zderzały.

## Prace projektowe

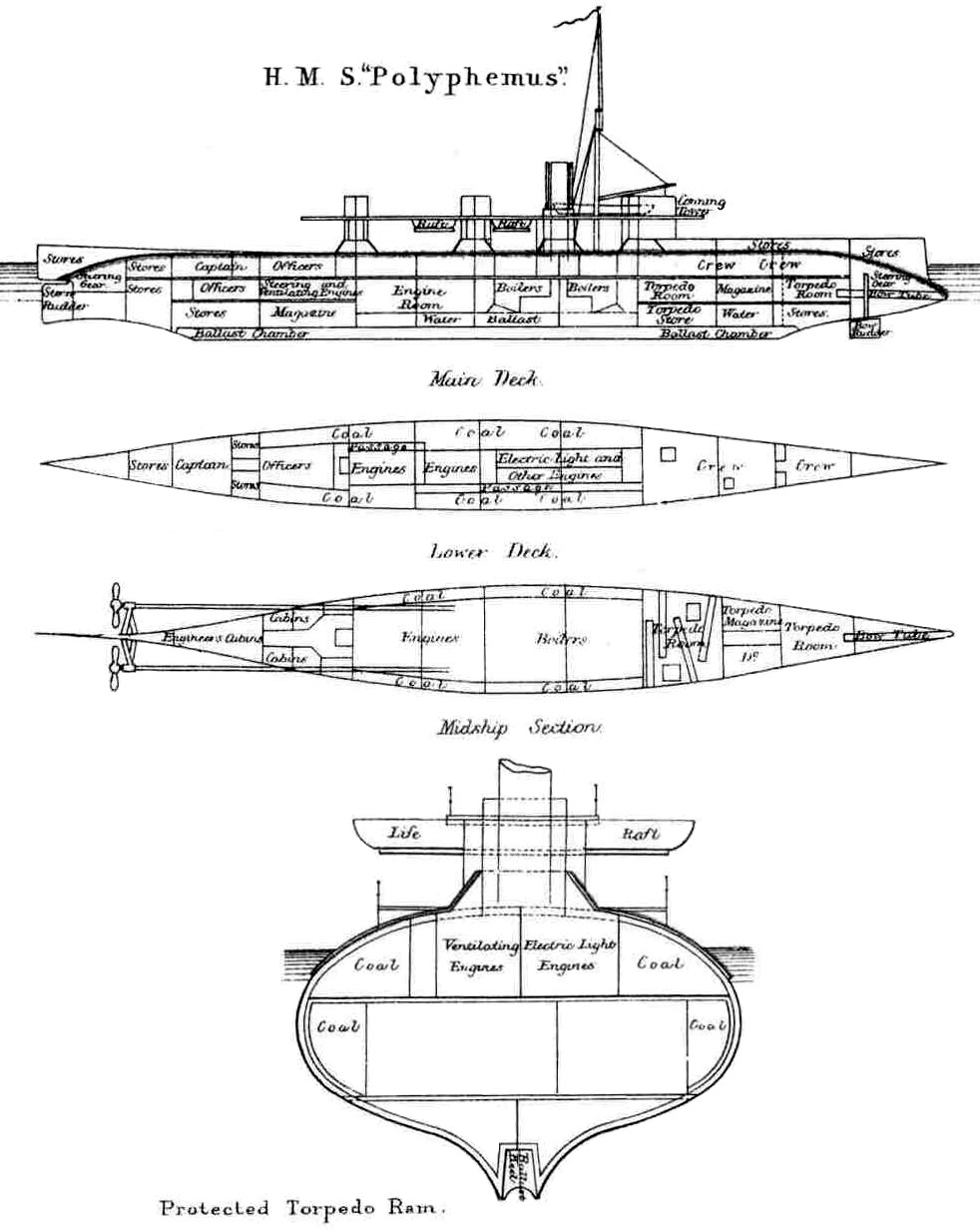
Przekrój „Polyphemusa”

„Polyphemus”, będący całkowicie odmienną koncepcją od „Lightninga”, powstał dzięki jednemu z najbardziej uzdolnionych i nowatorskich projektantów okrętów epoki, Nathanielowi Barnaby'emu.
Barnaby uważał taran za ważną broń i sam był zwolennikiem budowania okrętów w nie wyposażonych, ale był także jednym z prekursorów użycia torped i budowania wyspecjalizowanych okrętów przeznaczonych do wykonywania ataków torpedowych.
W 1872 Barnaby zaprojektował, wspólnie z W. J. Dunnem, szybki okręt o kadłubie w kształcie cygara, z grubo opancerzonym pokładem i uzbrojony w pięć podwodnych wyrzutni torpedowych z zapasem 40 torped. Nad powierzchnię wody wystawała tylko górna część pokładu, na którym postawiono lekkie nadbudówki i mostek nawigacyjny. Nadbudówki miały też służyć jako łodzie ratunkowe w razie zatopienia okrętu. Konstrukcyjnie okręt zbliżony był do  krążownika pancernopokładowego, a niska wolna burta i zanurzona pod wodą większa część kadłuba przypominała koncepcję tzw. okrętów półzanurzalnych, jak wcześniejsze CSS „David” czy USS „Spuyten Duyvil”.
III Lord Admiralicji, Controller of the Navy William Houston Stewart wyraził zainteresowanie tego typu okrętem i prace projektowe zostały przekazane młodemu Philipowi Wattsowi (który zaprojektował między innymi tzw. Elswick cruisers, będące popularną odmianą krążowników pancernopokładowych oraz HMS „Dreadnought”). Już po przejęciu prac przez Wattsa, Barnaby poinformował Wyatta, że „zażyczono sobie (w domyśle – Admiralicja), aby okręt został wyposażony w taran”. Nie wiadomo jednak, czy to życzenie pochodziło rzeczywiście z Admiralicji, czy był to pomysł Barnaby'ego. Sam Barnaby w swojej późniejszej książce Naval Developments of the Century twierdzi, że początkowo „Polyphemus” był zaprojektowany wyłącznie jako „taranowiec” i przestał się on interesować projektem, kiedy zdecydowano, że okręt ma zostać uzbrojony w torpedy – czemu przeczą zachowane do dziś pierwsze plany okrętu. Niemniej w 1875 prace nad szczegółowymi planami przyszłego "Polyphemusa" przejął Watts.
W tej fazie projektu, w grudniu 1875, włączył się do niego już 85-letni wówczas admirał George Sartorius, zwolennik i orędownik wyposażania okrętów w tarany. Już trzy tygodnie później Barnaby korespondował ponownie z wiceadmirałem Stewartem, narzekając na długotrwałe i frustrujące dyskusje z Sartoriusem. Sędziwy admirał życzył sobie, aby nowy okręt był jak najbardziej zbliżony do korwety HMS „Rover” (lekko opancerzonego okrętu o mieszanym napędzie parowo-żaglowym), tylko dodatkowo wyposażony w taran. W czasie długotrwałych negocjacji Barnaby przekonywał Sartoriusa, że nie potrzebuje on okrętu takiego jak „Rover” – bo on już istnieje, a proponowany przez niego okręt stanowi zupełnie nową koncepcję. W czasie dyskusji kilkukrotnie zmieniano koncepcję „Polyphemusa” – z ciężko opancerzonego i szybkiego „torpedowca” na szybki nieopancerzony „taranowiec”. Ostatecznie Sartorius dał się przekonać, ale nie ustąpił z wyposażenia nowego okrętu w taran, choć miała być to broń wyraźnie drugorzędna. Podstawową bronią nowej jednostki miały pozostać torpedy, a sam taran stanowił wzmocnioną wyrzutnię torpedową.

## Opis konstrukcji

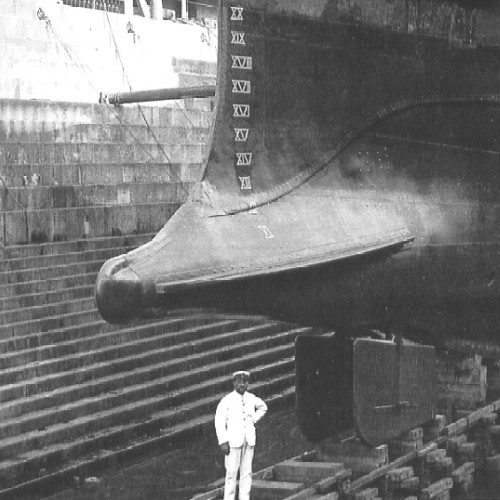
Taran i ster dziobowy. Na końcu tarana widać pokrywę wyrzutni torpedowej

„Polyphemus”, oficjalnie klasyfikowany jako torpedo ram, był smukłym okrętem z kadłubem o kształcie cygara o długości 73 m i szerokości 11 m. Nad wodę wystawała tylko niewielka, zaokrąglona część kadłuba pokryta 3-calowym pancerzem, kiosk (mostek nawigacyjny) pokryty 8-calowym pancerzem oraz dwa kominy.
Okręt posiadał dwie maszynownie. W każdej znajdował się jeden kocioł i jedna maszyna parowa; łączna moc silników wynosiła 7000 KM. Maksymalny zapas węgla wynosił 300 ton; standardowo na okręt ładowano 200 ton węgla.
250-tonowy kil „Polyphemusa” mógł być odrzucony od okrętu w razie jego poważnego uszkodzenia, aby zapewnić większą pływalność kadłuba. Kil przymocowany był do kadłuba dwoma trzpieniami, które musiały być przekręcone, aby oddzielić kil od kadłuba. Mechanizm uwalniania kila był testowany regularnie co dwa tygodnie.
Taran został zaprojektowany przez Williama Froude'a, który poświęcił wiele czasu na znalezienie dla niego optymalnego kształtu. Testy na modelach sugerowały, że taran znacznie poprawiał osiągi okrętu, działając jak gruszka dziobowa. Wewnątrz taranu znajdowała się wyrzutnia torpedowa.
Oprócz tradycyjnego steru rufowego „Polyphemus” został wyposażony także w chowany do wewnątrz kadłuba dwupłetwowy ster dziobowy. W zamyśle ster dziobowy miał być używany przede wszystkim, gdy okręt poruszał się wstecz. Praktyka pokazała, że był on także przydatny, kiedy okręt płynął do przodu. Jego użycie zmniejszało promień skrętu o 180 stopni o około 12 procent.
Był to jedyny okręt ery wiktoriańskiej pomalowany całkowicie na szaro, a także pierwszy okręt brytyjski, na którym używano 80-woltową instalację elektryczną. Wcześniej używana instalacja 800-woltowa była odpowiedzialna za szereg wypadków, a także śmierć marynarza na pokładzie HMS „Inflexible”.

## Uzbrojenie

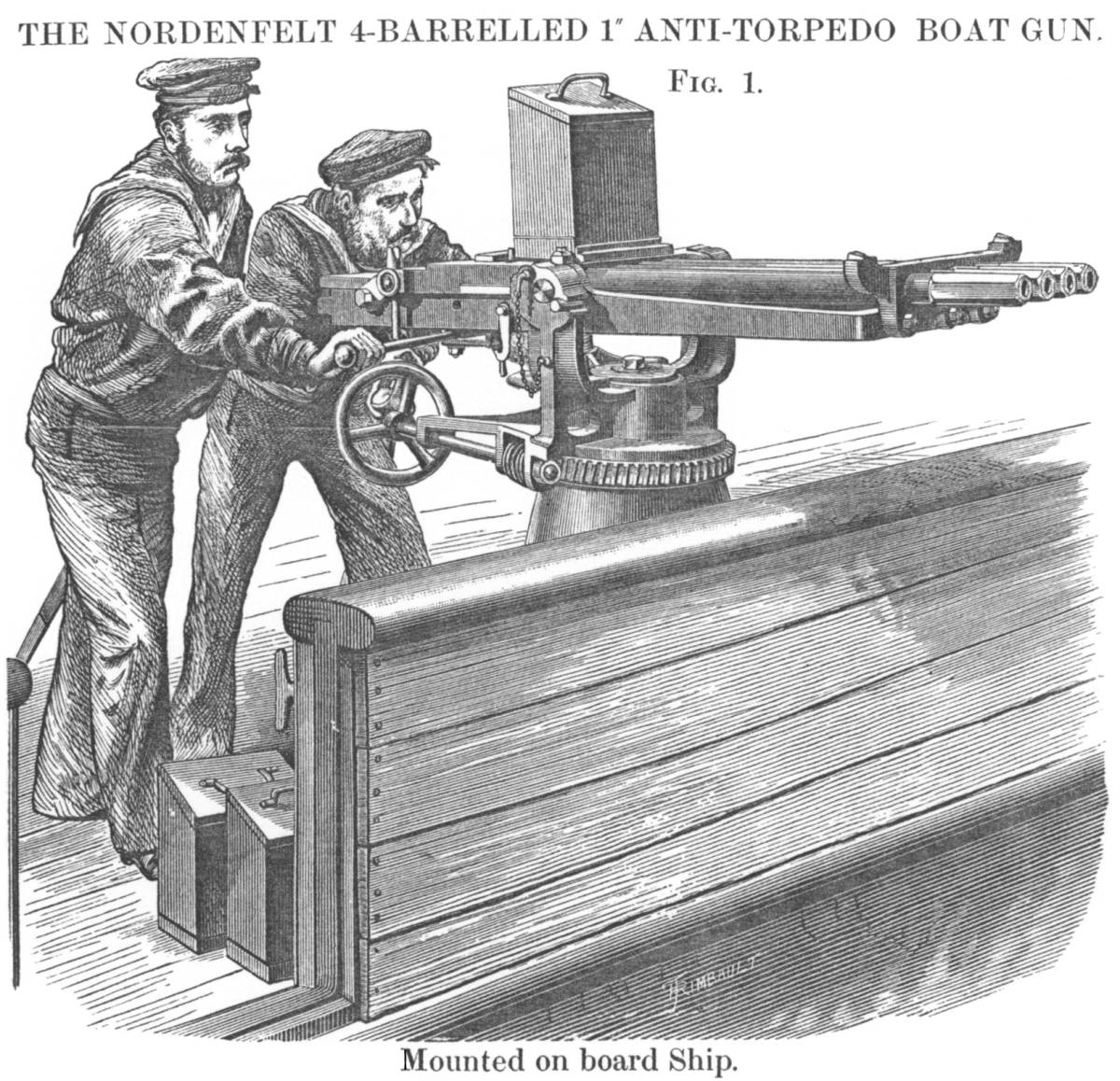
Kartaczownica Nordenfelta

Podstawowym uzbrojeniem okrętu było pięć podwodnych wyrzutni torpedowych kalibru 14 cali (355,6 mm), jedna znajdowała się w taranie, po dwie umieszczono w każdej burcie; łącznie na okręcie znajdowało się 18 torped. Używane wówczas torpedy Whitehead Mk. II miały zasięg wynoszący ok. 600 jardów (ok. 550 m) i prędkość maksymalną 18 węzłów – niewiele więcej niż maksymalna prędkość „Polyphemusa”. Ładunek wybuchowy torped stanowiło 26 funtów (12 kg) bawełny strzelniczej.
Uzbrojenie obronne stanowiło sześć kartaczownic Nordenfelta kalibru 1 cala (25,4 mm), przeznaczonych do obrony przede wszystkim przed torpedowcami. W późniejszym czasie zostały one zastąpione przez 6-funtową armatę morską Hotchkiss (57 mm).

## Inne okręty typu Polyphemus
Oprócz „Polyphemusa” planowano budowę przynajmniej dwóch innych okrętów tego typu. Pierwszy z nich został zamówiony 30 grudnia 1881, ale 10 listopada 1882 zamówienie zostało anulowane, nie rozpoczęto żadnych prac nad okrętem ani go nie nazwano.
Drugie zamówienie zostało złożone w stoczni Chatham 6 marca 1885. Ten okręt miał się nazywać HMS „Adventure”, ale i to zamówienie anulowano 12 sierpnia 1885, przed rozpoczęciem budowy okrętu.

## Manewry w Berehaven
W czerwcu 1885 „Polyphemus” wziął udział w manewrach w Berehaven, które miały służyć jako próba przed ewentualnym atakiem na rosyjską bazę morską w Kronsztadzie. Przed wejściem do bazy ułożono zapory minowe oraz siatki przeciwtorpedowe i zapory przeciwokrętowe. Całe podejście do bazy znajdowało się pod ostrzałem karabinów maszynowych i armat polowych.
W pierwszej fazie manewrów baza została zaatakowana przez okręty tzw. Particular Service Squadron, które nie były w stanie przedrzeć się do wewnątrz kotwicowiska. W drugiej fazie manewrów, 30 czerwca, przeprowadzono symulowany atak przez „Polyphemusa”. Okręt rozpędził się do maksymalnej szybkości (zajęło mu to około dwóch mil), łatwo ominął 10 torped, wystrzelonych w jego kierunku z pokładów sześciu torpedowców i z rozpędem wszedł na zapory chroniące zatokę. „Polyphemus” bez problemu przedarł się przez wszystkie bariery, łamiąc drewniane przeszkody i przerywając 5-calowe kable, demonstrując, że był w stanie z łatwością wejść do nawet dobrze bronionych baz morskich.

## Ocena okrętu
„Polyphemus” był unikatową jednostką i jego ocena jako okrętu jest niejednoznaczna i trudna. W momencie jego wejścia do służby był bez wątpienia groźnym przeciwnikiem, ale szybki postęp techniki wojskowej, przede wszystkim konstrukcja nowych typów szybkostrzelnych armat, będących w stanie bez problemu pokonać jego pancerz, dość szybko uczyniła go praktycznie bezużytecznym
Z jednej strony okręt potrafił zawładnąć wyobraźnią ówczesnych Brytyjczyków, służył między innymi jako natchnienie dla H.G. Wellsa, który na jego podstawie stworzył fikcyjny HMS „Thunder Child” w powieści Wojna światów, z drugiej strony już współcześni mu znawcy uważali go za „drogi okręt o wątpliwej użyteczności”.
Także współczesne opinie na temat „Polyphemusa” są podzielone. Anthony Preston umieścił go w książce The World's Worst Warships (Najgorsze okręty w historii świata), ale inni autorzy uważają go za ważny, choć krótkotrwały epizod w historii rozwoju okrętów wojennych.